# Fairview Alpha
De Fairview Alpha est un secteur non constitué en municipalité situé dans les paroisses de Natchitoches et de la Rivière-Rouge en Louisiane. 

## Géographie
Le secteur de Fairview Alpha est localisé sur la rive gauche de la rivière Rouge du Sud, au Sud de la ville de Coushatta, siège de la paroisse de la Rivière-Rouge et à une vingtaine de kilomètres au Nord de la ville de Natchitoches, siège de la paroisse de Natchitoches .